# Eric Mazur
Eric Mazur (nacido el 14 de noviembre de 1954) es un físico y educador de la Universidad de Harvard y emprendedor de empresa emergente (start-up) para los mercados educativos y tecnológicos. Nacido en Ámsterdam (Holanda) recibió sus títulos de grado de la Universidad de Leiden.

## Educación
Estudió física y astronomía en la Universidad de Leiden. Pasó su "examen doctoral" (equivalente a un máster) en 1977 y continuó sus estudios de postgrado en la misma institución. En 1981 obtuvo su doctorado con una tesis titulada "La estructura de las polarizaciones de momento angular no equilibrado en gases poliatómicos". Aunque tenía la intención de seguir una carrera en la industria con Philips N.V. en Eindhoven, abandonó Europa a instancias de su padre, Peter Mazur, para realizar un estudio posdoctoral con el reciente premio Nobel Nicolaas Bloembergen en la Universidad de Harvard.
En 1998, un descubrimiento casual en el laboratorio de Mazur condujo al desarrollo de un nuevo método para modificar la superficie del silicio, denominado "silicio negro" por su baja reflectividad. Tras la irradiación con un tren de pulsos láser de femtosegundos en presencia de un gas halógeno, la superficie del silicio desarrolla una estructura microscópica autoorganizada de conos de tamaño micrométrico. 
El material resultante tiene muchas propiedades notables, como una absorción mejorada que se extiende hasta el infrarrojo por debajo de la brecha de banda del silicio. El material ha encontrado aplicaciones comerciales en varios fotodetectores.
La investigación de Mazur sigue centrándose en las interacciones de pulsos láser ultracortos y en nuevos dispositivos ópticos no lineales. En colaboración con un grupo de la Universidad de Zhejiang en Hangzhou (China), el grupo de Mazur fue el primero en desarrollar una técnica para estirar fibras ópticas de sílice de diámetro inferior a la longitud de onda. Estos hilos guían la luz en forma de onda evanescente y permiten una curvatura muy pronunciada de la luz. 